# Forte Coldarco
Il forte Coldarco è stata una fortezza militare costruita a difesa del confine italiano contro l'Impero austro-ungarico. Il forte si trova nel territorio comunale di Enego.
Nella strada che da Enego scende in Valsugana, in località Coldarco, sorge il "fortino Stella" come veniva anche chiamato. In pratica si trattava di una batteria in caverna che serviva come supporto per lo sbarramento Brenta-Cismon composto oltre che dalla omonimo fortificazione anche dal forte Tombion, forte Tagliata della Scala, forte Tagliata delle Fontanelle, forte Cima Lan, forte Leone, forte Lisser e la tagliata Covolo di Sant'Antonio nonché di altre 7 batterie di artiglieria di diverso calibro.

## Storia
La fortificazione venne costruita tra il 1912 e il 1914 e, nel piano difensivo italiano, doveva integrare l'azione del forte Lisser e di forte Cima Campo. Dopo essere stata disarmata, nel primo dopoguerra la galleria venne utilizzata dai genieri italiani e dai recuperanti per far brillare i proiettili inesplosi raccolti sull'Altopiano, ciò provocò gravi danni alla struttura del forte.
La fortificazione è stata recentemente restaurata, le gallerie sono state inoltre dotate di illuminazione a led comandata da sensori alimentati da un pannello solare.

## Caratteristiche
Il forte era interamente scavato nella roccia. Si trattava di una lunga galleria di circa 300 m alternata da 5 gallerie che si affacciavano sulla sottostante Valsugana. La prima galleria fungeva da osservatorio mentre le altre si allargavano in piccole casematte ospitanti cannoni da 75A su affusti a candeliere. Sul lato sinistro della galleria principale, ed all'estremità di quest'ultima, erano state ricavate le riservette per le munizioni.
 
L'intera struttura era pavimentata e rivestita interamente in calcestruzzo con un sistema di canalette che raccoglievano l'acqua convogliandola nella cisterna costruita a destra dell'ingresso della galleria principale. Una trincea collegava la batteria in caverna al fabbricato di servizio, provvisto di magazzino di derrate e materiali vari, che poteva ospitare fino a 100 uomini.

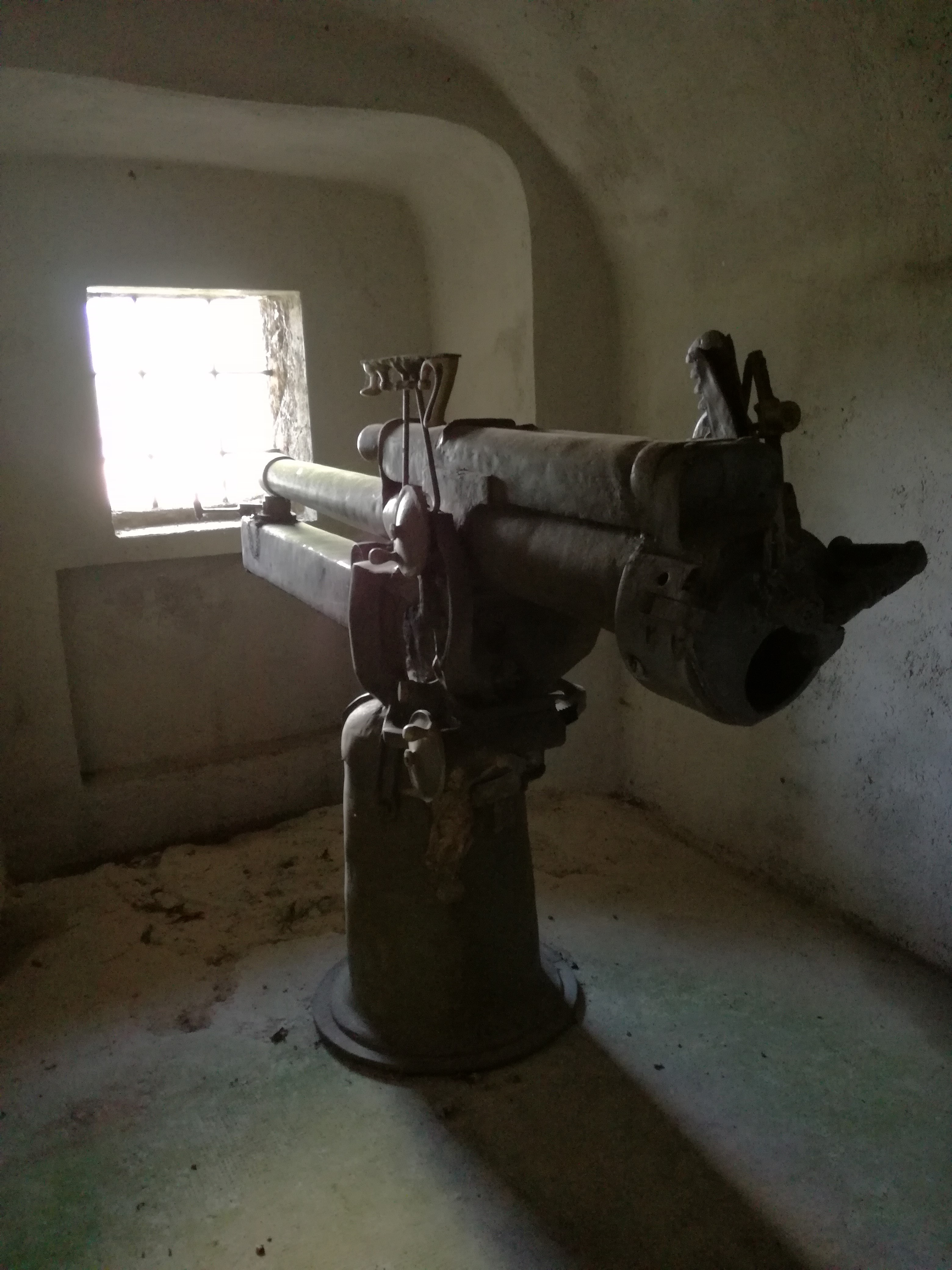
Forte Coldarco - Cannone da 75A su affusto a candeliere

### Armamento
Il cannone da 75A con cui venne armata la batteria in caverna di Coldarco era un pezzo a tiro rapido che sparava un proiettile di circa 6 kg di peso a distanze comprese tra i 3,7 e gli 8 km, con una velocità iniziale di 500 m/s. Si trattava di un'arma studiata per l'interdizione del fondovalle e per il tiro contro i reparti di fanteria nemici.

### Corazzatura
Le casematte erano protette da piastre di corazzatura in acciaio nichel.

## Vie d'accesso
Lungo la strada provinciale 76 che da Primolano porta ad Enego, all'altezza del sedicesimo tornante si imbocca la strada per Coldarco di Mezzo. Si prosegue sino a giungere nei pressi di un parcheggio e in breve si giunge al forte.